# Barbarikon
Barbarikon era il nome di un porto nei pressi dell'attuale città di Karachi, Sindh, in Pakistan, importante in epoca ellenistica per il commercio nell'oceano Indiano. Viene citato brevemente nel Periplus maris erythraei:
( Minnagara; è soggetta ai principi Parti che la controllano a turno)
(Periplus, Cap. 39)
Esiste anche una versione greca del termine Barbaricum, che fa riferimento alle zone esterne alla civiltà o all'Impero romano.